# The Saga Continues...
Ne doit pas être confondu avec The Saga Continues.
Albums de P. Diddy & the Bad Boy Family
No Way Out
(1999) We Invented the Remix
(2002)
Singles
1. Let's Get It
Sortie : 2001
2. Bad Boy for Life
Sortie : 27 novembre 2001
3. Diddy
Sortie : 2001
4. Can't Believe
Sortie : 2001
5. I Need a Girl (To Bella)
Sortie : 2002

The Saga Continues... est le troisième album studio de Sean Combs (sous le nom de P. Diddy & the Bad Boy Family), sorti le 10 juillet 2001.
L'album s'est classé 2e au Billboard 200 et au Top R&B/Hip-Hop Albums.

## Liste des titres
| No  | Titre | Contient un (des) sample(s) de | Durée |
| --- | --- | --- | ----- |
| 1.  | The Saga Continues (Intro) (featuring G-Dep, Loon et Black Rob – Produit par P. Diddy, Mario Winans et Yogi)             | Sirius du Alan Parsons Project | 3:52  |
| 2.  | Bad Boy for Life (featuring Black Rob et Mark Curry – Produit par Megahertz)                                             | | 4:13  |
| 3.  | Toe Game (Interlude) (featuring Black Rob – Produit par Robert Ross)                                                     | | 1:06  |
| 4.  | That's Crazy (featuring G-Dep et Black Rob – Produit par P. Diddy, Aydine et Mario Winans)                               | | 4:07  |
| 5.  | Let's Get It (featuring G-Dep et Black Rob – Produit par Yogi et Mario Winans)                                           | | 4:16  |
| 6.  | Shiny Suit Man (Interlude) (Produit par P. Diddy)                                                                        | | 1:06  |
| 7.  | Diddy (featuring Pharrell – Produit par The Neptunes)                                                                    | Eric B. Is President d'Eric B. & Rakim Jimmy des Boogie Down Productions Sometimes I Rhyme Slow de Nice & Smooth Bustin' Out (On Funk) de Rick James | 3:55  |
| 8.  | Blast Off (featuring G-Dep, Mark Curry et Loon – Produit par Mike « Punch » Harper)                                      | | 3:41  |
| 9.  | Airport (Interlude) (Produit par P. Diddy, Aydine et Mario Winans)                                                       | | 0:28  |
| 10. | Roll With Me (featuring 8Ball & MJG et Faith Evans – Produit par Jamal Rasheed et Spike Leroy)                           | Thousand Finger Man de Candido | 4:53  |
| 11. | On Top (featuring Loon et Marsha Morrison – Produit par P. Diddy, Mario Winans et Steven « Loss Spirits » Dorsain)       | | 3:58  |
| 12. | Where's Sean? (featuring Kain, Big Azz Ko, Mark Curry, Black Rob & Loon – Produit par P. Diddy, Mario Winans et Natural) | | 5:06  |
| 13. | Child of the Ghetto (featuring G-Dep – Produit par Coptic et Derrick Trotman)                                            | | 3:43  |
| 14. | Incomplete (Interlude) (featuring Cheri Dennis – Produit par Harve « Joe Hooker » Pierre)                                | | 0:58  |
| 15. | So Complete (featuring Cheri Dennis – Produit par P. Diddy, Mario Winans et Buckwild)                                    | | 3:37  |
| 16. | Smoke (Interlude) (featuring Willea Ivory – Produit par P. Diddy et Mario Winans)                                        | | 0:16  |
| 17. | Lonely (featuring Mark Curry, Kain et Kokane – Produit par P. Diddy et Mario Winans)                                     | | 3:59  |
| 18. | I Need a Girl (To Bella) (featuring Loon, Lo & Jack et Mario Winans – Produit par Coptic)                                | Coco de Joe Thomas | 4:12  |
| 19. | Nothing's Gonna Stop Me Now (Interlude) (featuring Faith Evans et Mario Winans – Produit par P. Diddy et Mario Winans)   | | 2:24  |
| 20. | If You Want This Money (featuring G-Dep et The HoddFellaz – Produit par Yogi)                                            | P.S.K. - What Does It Mean? de Schoolly D | 3:59  |
| 21. | I Don't Like That (Interlude) (Interprété par Bristal et Mark Curry – Produit par Bristal et Mark Curry)                 | | 1:04  |
| 22. | Back for Good Now (featuring Cheri Dennis, Black Rob et Loon – Produit par Natural)                                      | | 4:26  |
| 23. | Can't Believe (featuring Faith Evans et Carl Thomas – Produit par P. Diddy et Mario Winans)                              | | 3:49  |
| 24. | The Last Song (featuring Mark Curry, Big Azz Ko et Loon – Produit par Bink)                                              | | 3:50  |
| 25. | Thank You (Outro) | | 0:34  |